# Reichstett
Reichstett je občina v departmaju Bas-Rhin francoske regije Alzacija.
Leta 1990 je v občini živelo 4 640 oseb oz. 610 oseb/km².